# Військово-історичний комплекс «Скеля»
Військово-історичний комплекс «Скеля» — унікальний музейний комплекс, розташований в підземеллях колишнього командного пункту Коростенського укріпрайону. Музейний комплекс розташований на березі річки Уж в центральній частині міста Коростень, що на Житомирщині, в 160 км від Києва автошляхом М07 (європейський автомобільний маршрут E373 Київ — Варшава).

## Історична довідка

Стародавнє 3-є городище в Коростені.

Комплекс «Скеля» розташований в скелі над річкою, де колись було городище древлян. Печери в товщі гранітної скелі були уподобані древлянами ще в VI—X століттях, а в першій половині XX століття вони стали основою для будівництва потужної фортифікаційної споруди. У режимі суворої секретності з 1934 по 1938 роки в природних гранітних печерах під керівництвом начальника управління робіт (УНС-51) військового інженера Косарєва Василя Васильовича (28 лютого 1896 — 30 листопада 1958) був спроєктований та побудований командний пункт Коростенського укріпрайону УВО (УР№ 5). Назву «Скеля» для назви об'єкту почали використовувати після 1986 року, коли споруда була переобладнана в захисну споруду для потреб цивільного захисту міста.
На початку липня 1941 року частини 5-ї армії разом з кулеметними батальйонами зайняли оборону на рубежі Коростенського УРу затримавши наступ противника на Київ на цій ділянці фронту до початку серпня.
Після війни в порожньому бункері деякий час жили місцеві жителі та до 60-х років він повністю прийшов в запустіння. У 1986 році він був відремонтований і перетворений у запасний пункт управління адміністрації міста Коростеня.
Музейний комплекс в оборонній споруді створений у 2005 році. В основі створення музею — комплекс підземного командного пункту.

## Експозиція музею

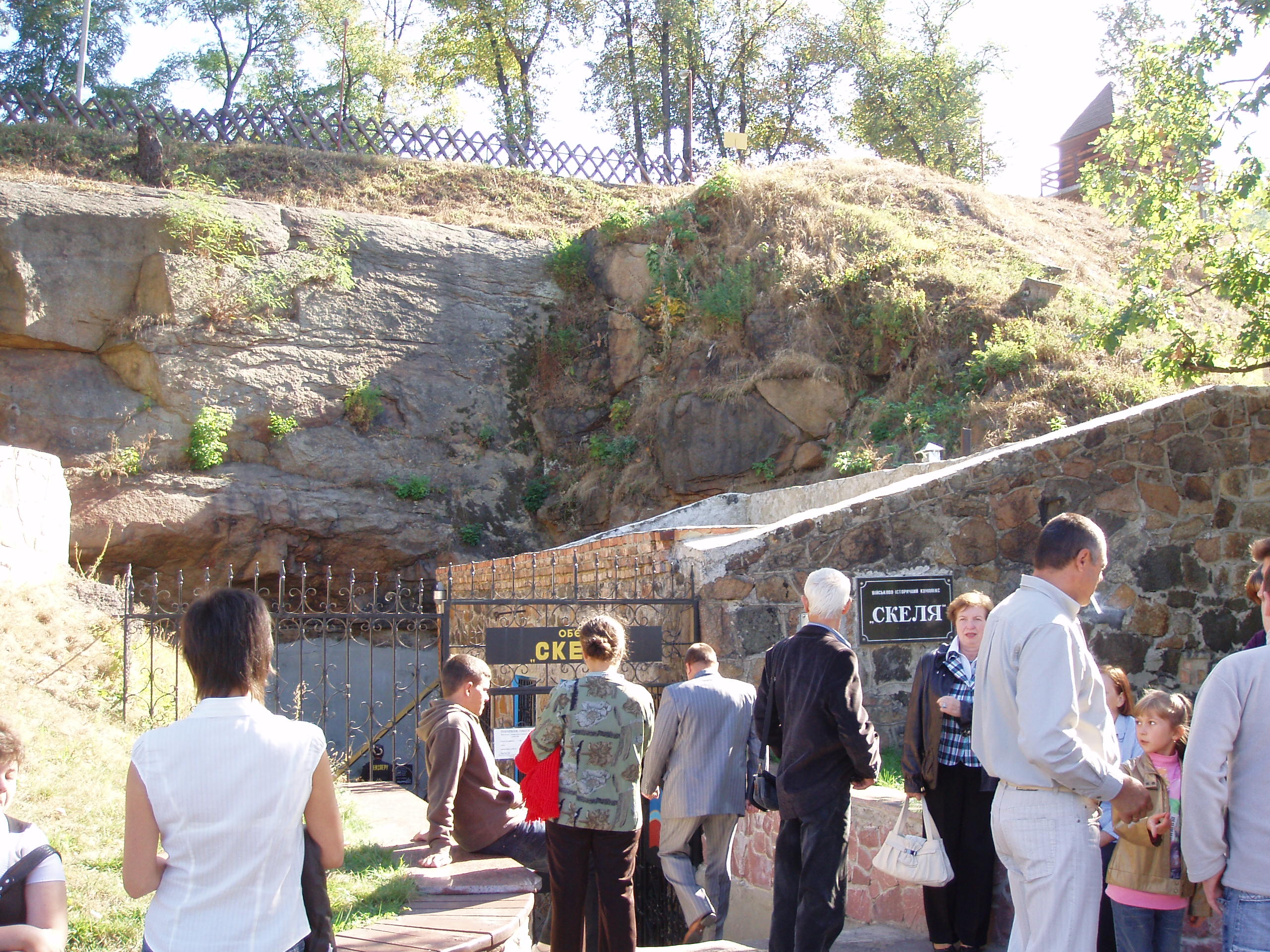
Військово-історичний комплекс «Скеля» — один з найвідвідуваніших туристичних об'єктів Коростеня

Хоча підземний об'єкт складається з трьох рівнів, сьогодні доступний для відвідування тільки середній, другий рівень. Загальна довжина коридорів доступного для відвідувачів рівня становить 146 метрів, передбачувана верхнього — близько 200 метрів, про замурований нижній рівень практично нічого невідомо (переходи із середнього на інші рівні були забетоновані в 1941 році, крім того, є інформація про те, що верхній і нижній рівні також заміновані).
Кількість доступних приміщень — 36, їх загальна площа — 472 м², довжина коридорів — 156 метрів, ширина — 1,1 м, висота стелі — від 2,5 до 4 м загальний обсяг підземного комплексу — 1121 м³. Все це знаходиться під 9-метровою товщею гранітного масиву і піщано-глинистого ґрунту. «Скеля» має два входи, розташовані на правому березі річки Уж.
Командний пункт цілком автономний. Тут є свій 14-метровий колодязь. Запас питної та технічної води в нержавіючих цистернах місткістю 15 тонн і 10 тонн відповідно. Діяли внутрішній водогін, централізована система вентиляції, контролю рівня тиску. Два дизель-генератори потужністю по 50 кВт кожний забезпечували автономне енергопостачання. Мався 20-тонний запас дизпалива.
У бункері були їдальні, кімнати відпочинку, бойові пости. Значна частина цих приміщень реставрована, в них розміщені тематичні експозиції.
Переважна кількість експонатів музею — предмети знайдені в укріпленнях Коростенського і Новоград-Волинського укріпрайонів, інші артефакти часів Німецько-радянської війни. Заслуговують уваги рідкісні фото воєнного періоду, реконструкції та макети ДОТів, схеми опорних вузлів тощо.
Окремої уваги заслуговує вузол зв'язку з кімнатою урядового зв'язку, оперативний зал — тут досі працює кнопка тривоги, в чудовому стані внутрішня АТС на 68 номерів. Вузол зв'язку забезпечував дальній радіо- і дротовий телефонний і телеграфний зв'язок. Кабелі зв'язку прокладені на глибині 14—16 метрів під землею.
Крім експонатів періоду оборони 1941 року в музеї зібрана цікава колекція з Цивільної оборони: дозиметри, газоаналізатори, протигази найрізноманітніших конструкцій і типів. Чимало є експонатів із часів Чорнобильської катастрофи — наприклад, захисна дитяча камера, у якій можна врятувати дитину від радіаційного ураження.
Привабливості музею додає ще і географічне положення, розміщення в мальовничому парку, і природна скеля, в якій він знаходиться.

## Наукові дослідження
Музейний комплекс активно розвивається. У 2011 році був відкритий новий виставковий зал присвячений діяльності підрозділів СМЕРШ, контррозвідки НКВС. Зал в кімнаті № 8 об'єкту «Скеля» відтворює кабінет начальника відділу НКВС і обставу часів 40-х років минулого століття.

Німецька схема командного пункту Коростенського укріпрайону.

Продовжується і дослідження самого комплексу. Нещодавно було відкрито невідомий хід між кімнатами № 12 і № 9 комплексу, який не був позначений на жодній з відомих схем і планів.
Робота дослідників ускладнюється тим, що документів, які б могли відповісти на всі питання щодо об'єкта, на жаль, Україна досі не отримала — їх, попри численні запити, не надає офіційна Москва. А на тих документах Коростенського укріпрайону, які надані Росією, цього об'єкта взагалі немає. У своїх дослідженнях науковці користуються німецькими архівними даними: під час Другої світової війни німецькі військові інженери зробили унікальну схему і фотографії, які збереглися й донині. Однак німецькі фахівці не досліджували верхній і нижній рівні, остерігаючись мінування.
Один із рівнів-поверхів досі залишається замурованим. В повоєнні роки його входи на нижній рівень об'єкту були забетоновані за рішенням міської влади, коли там загубилися діти. Зачіпати забетоновані ходи керівництво музею дотепер остерігається — побоюються порушити унікальний мікроклімат споруди. Для подібних робіт потрібні висококваліфіковані фахівці та дорога техніка. На жаль, подібні роботи занадто дорогі для Коростеня.

## Галерея

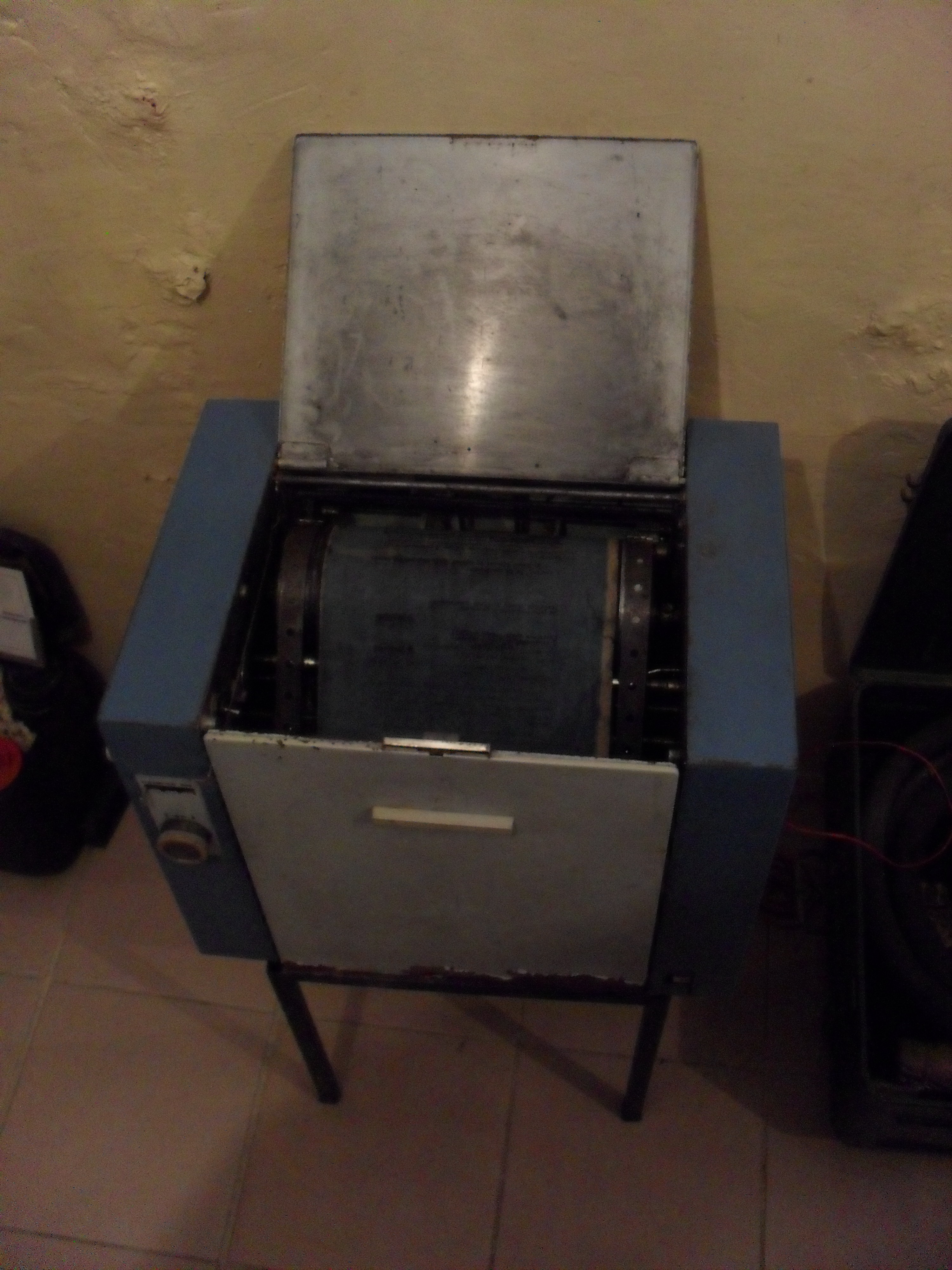
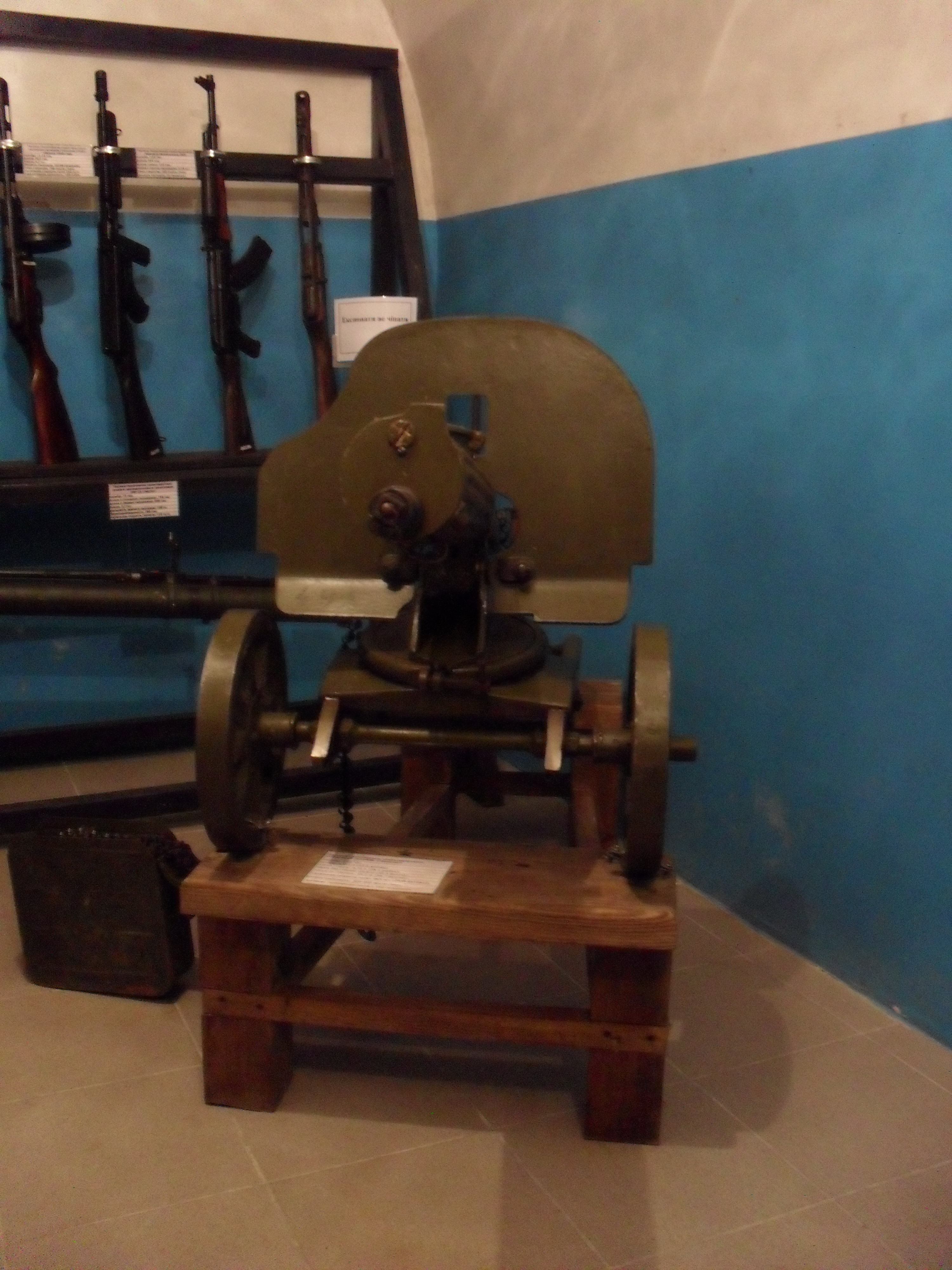
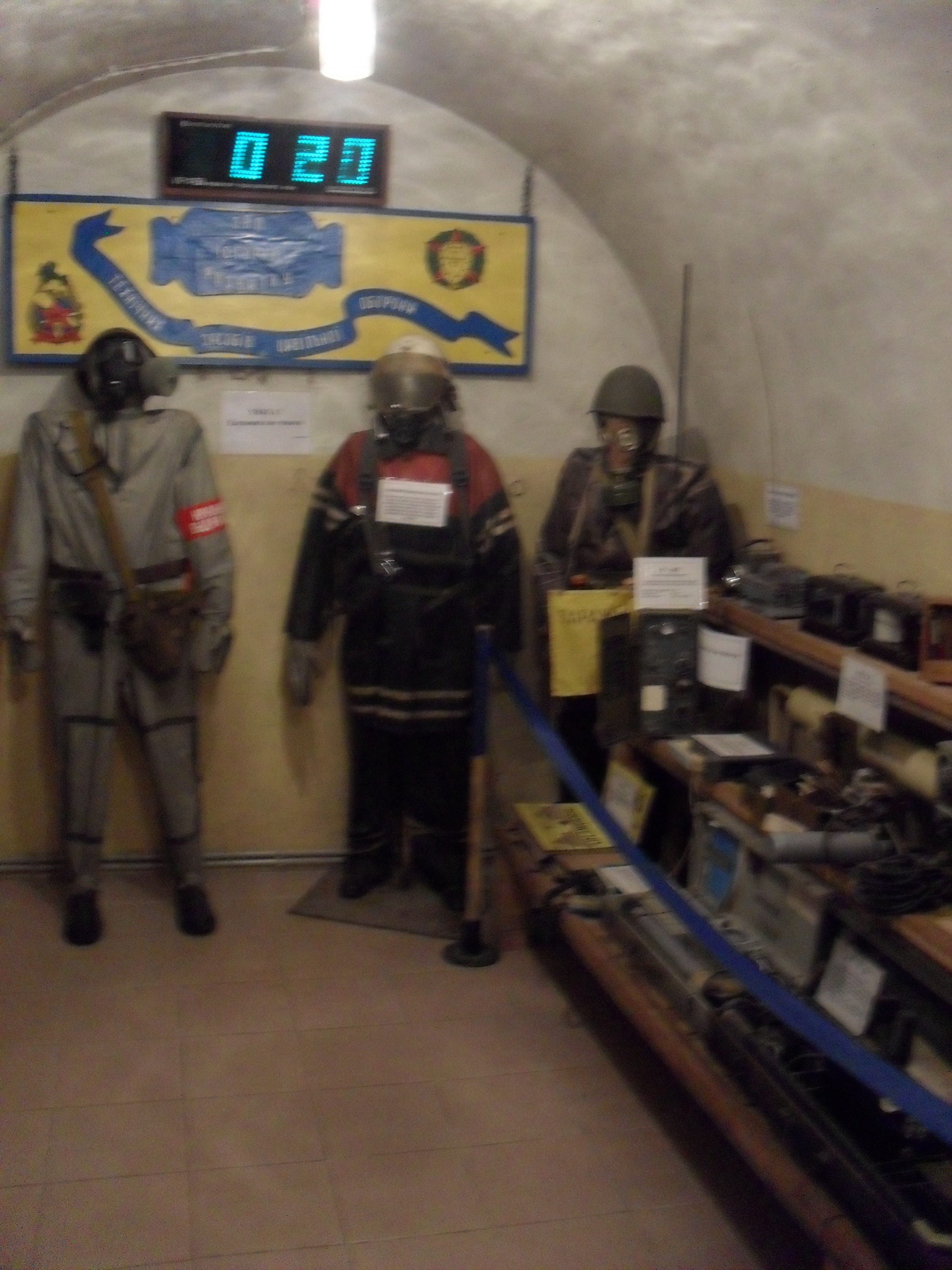
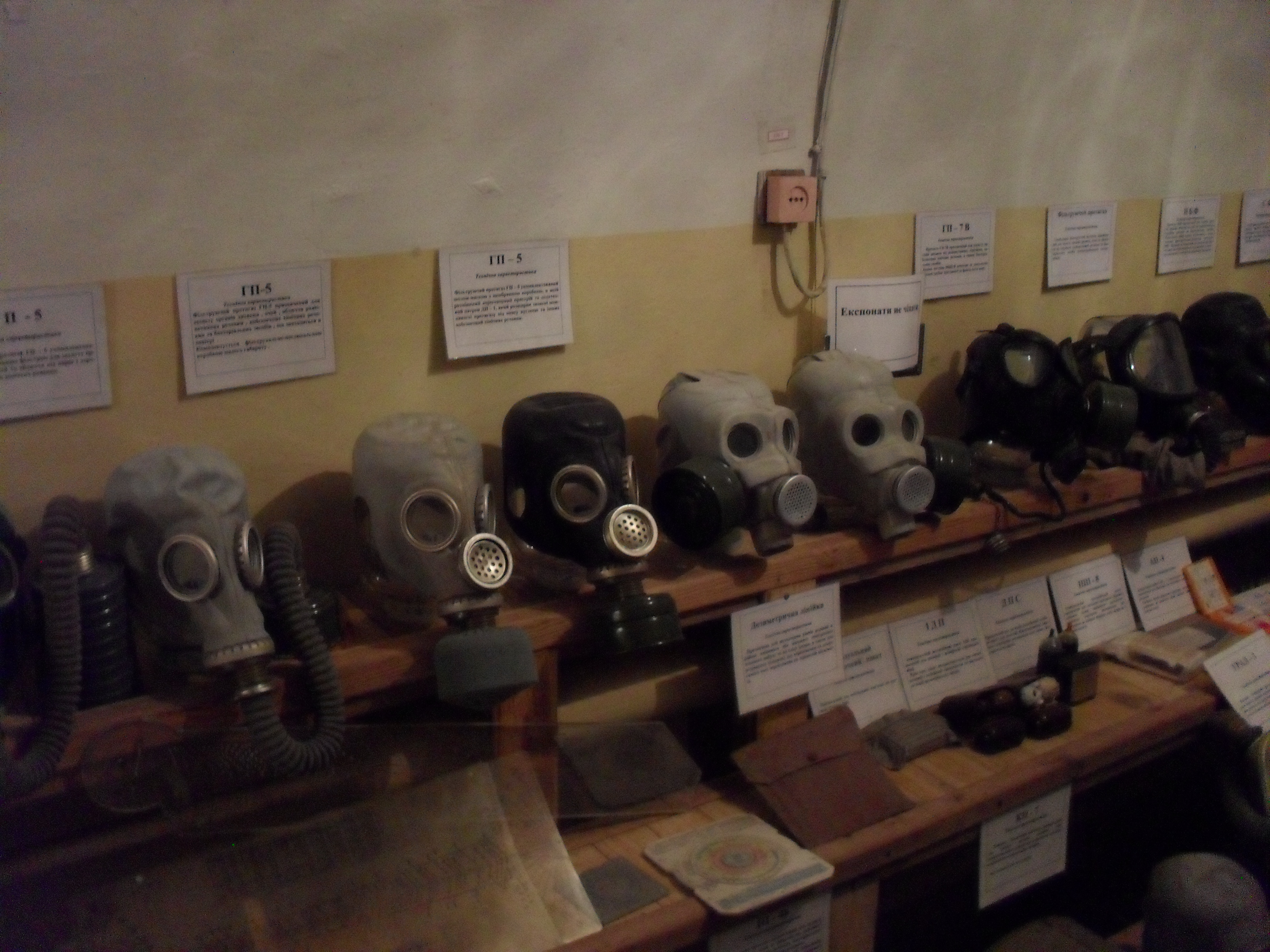
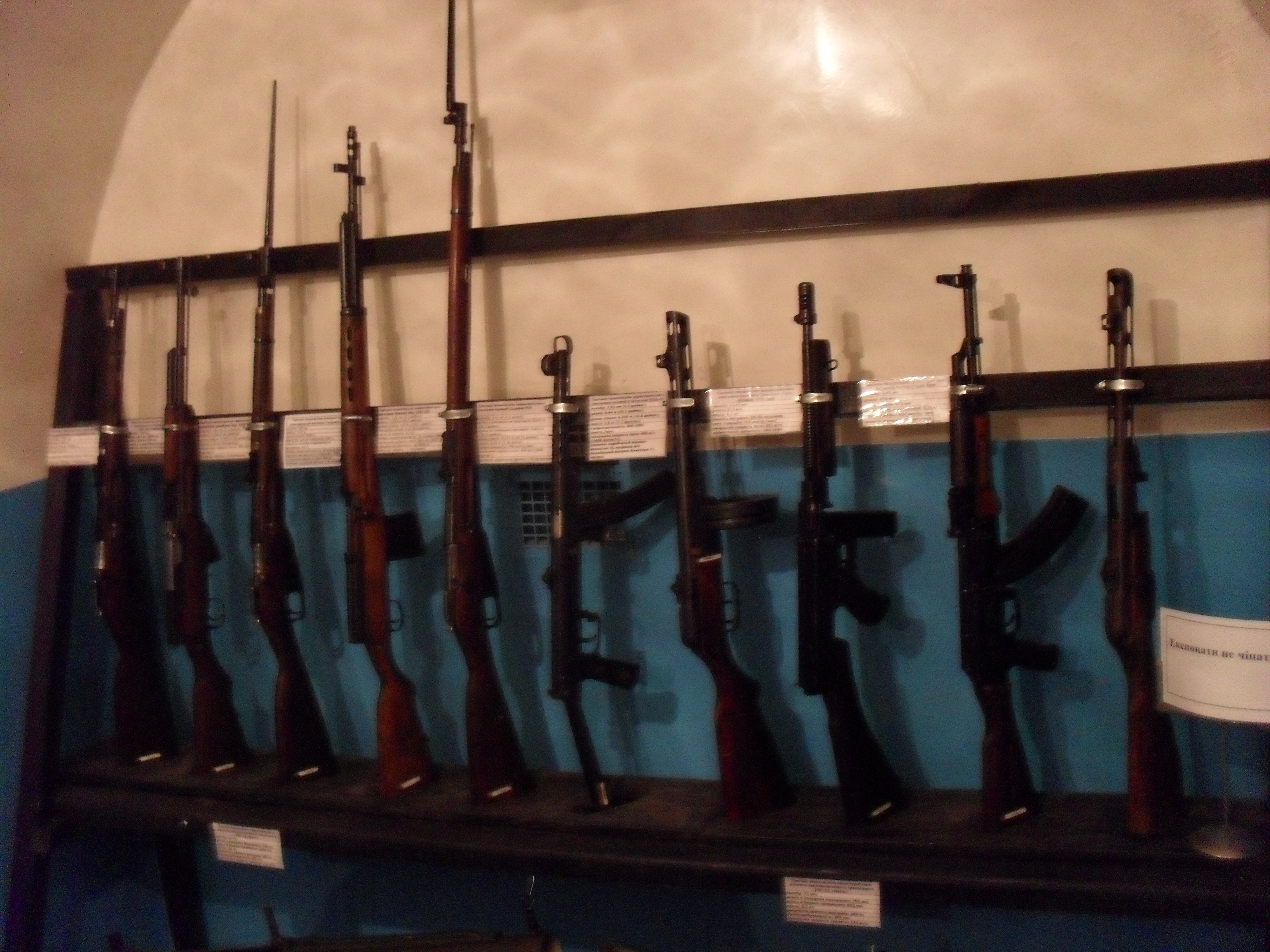

.